# Substrat (ciència dels materials)
Substrat és un terme utilitzat en ciència i enginyeria de materials per descriure el material base sobre el qual es realitza el processament. Les superfícies tenen diferents usos, incloent produir noves pel·lícules o capes de material i ser una base a la qual s'uneix una altra substància.

## Descripció
En ciència i enginyeria de materials, un substrat fa referència a un material base sobre el qual es realitza el processament. Aquesta superfície es podria utilitzar per produir noves pel·lícules o capes de material com ara recobriments dipositats. Pot ser la base a la qual s'uneix la pintura, els adhesius o la cinta adhesiva.
Un substrat típic pot ser rígid, com ara metall, formigó o vidre, sobre el qual es podria dipositar un recobriment. També s'utilitzen substrats flexibles. Alguns substrats són anisòtrops amb propietats superficials diferents segons la direcció: exemples inclouen productes de fusta i paper.

## Recobriments
Amb tots els processos de recobriment, l'estat de la superfície del substrat pot afectar fortament l'enllaç de les capes posteriors. Això pot incloure la neteja, la suavitat, l'energia superficial, la humitat, etc.
El recobriment es pot fer mitjançant una varietat de processos, que inclouen:
- Adhesius i cintes adhesives
- Processos de recobriment i impressió
- Deposició de vapor químic i deposició física de vapor
- Recobriment de conversió
  - Anoditzat
  - Recobriment de conversió de cromat
  - Oxidació electrolítica del plasma
  - Recobriment de fosfats
- Pintura
  - Pintura esmaltada
  - Recobriment en pols
  - Revestiment industrial
  - Pintura mineral de silicat
  - Recobriment epoxi unit per fusió (recobriment FBE)
- Decapat i oliat, un tipus de revestiment d'acer de placa.
- Xapat
  - Revestiment electroless
  - Revestiment electroquímic
- Recobriments de polímer, com ara tefló
- Materials dipositats o dipositats al buit
- Esmalt vitri

En òptica, el vidre es pot utilitzar com a substrat per a un recobriment òptic, ja sigui un recobriment antireflectant per reduir la reflexió o un recobriment mirall per millorar-lo.
Un substrat també pot ser una superfície dissenyada on es produeix un procés natural o no desitjat, com en:
- Fouling
- Corrosió
- Biofouling
- Catàlisi heterogènia
- Adsorció